# Liste des stations de radio en Biélorussie
Cet article présente la liste des radios en Biélorussie. Les stations de radio biélorusses musicales doivent au moins diffuser 75 % de la musique biélorusse du temps d'antenne. La plupart des radios diffusent en russe.

## Radios publiques

### Compagnie de télévision et de radio biélorusse

#### Radios nationales
- Radio Belarus (Minsk) : depuis 1962 ; radio généraliste
- Radio Stolitsa (Minsk)
- Kanal Kultura (Minsk) : radio culturelle
- Pershy Kanal (Minsk) : littéralement « Première Chaîne »
- Radius FM (Minsk)
- Gomel FM (Minsk) : depuis

#### Radios régionales
- Radio Brest
- Radio Hrodna
- Radio Mahilyow
- Radio Vitsebsk

### Autres
- Radio européenne pour la Biélorussie (Varsovie) : depuis 2005
- Radio Free Europe (Prague) : depuis 1949

## Radios privées
- Alpha Radio
- Baranovichy FM
- Minskaya Volna
- Novoe Radio
- Pilot FM
- Radio 101.2 (Minsk) : depuis 1995
- Radio BA
- Europa Plus (Minsk) : depuis 1990
- Radio Minsk (Minsk)
- Radio Mir
- Radio Roks
- Radio Rossii (Moscou) : depuis 1990
- Radio Unistar